# Jean-Pierre Savare
Jean-Pierre Savare, né le 9 mars 1937 à Paris et mort le 11 octobre 2019 dans la même ville, est un homme d'affaires français, ancien président du groupe François-Charles Oberthur Fiduciaire.

## Biographie

### Jeunesse et formation
Jean-Pierre Savare est le fils d'un immigré russe originaire d'Odessa, et de Lucienne Merle. Après la séparation de ses parents, il est élevé par son beau-père, Michel Savare, technicien à la SNCF, qui lui donne son nom de famille,.
Il effectue ses études au lycée Carnot et au lycée Condorcet à Paris mais échoue au baccalauréat. Il étudie par la suite à l'ICG et au Centre de perfectionnement aux affaires de Paris,.

### Début de carrière
Jean-Pierre Savare commence sa carrière comme aide mécanographe à la Chambre syndicale des agents de changes. 
Après avoir effectué son service militaire dans l'armée de l'air, il revient à son précédent emploi dans lequel il se forme à la programmation informatique. 
Jean-Pierre Savare devient responsable de l'informatique chez Texunion de 1961 à 1968. Après un passage chez Bull Generale Electric de 1968 à 1969, il devient directeur adjoint à la direction des études industrielles à la BNP de 1970 à 1983,. 

### Fondation du groupe François-Charles Oberthur fiduciaire
En 1984, il reprend pour un franc symbolique le groupe François-Charles Oberthur Fiduciaire, spécialisé dans l'impression de haute sécurité, de billets de banque et de documents sécurisés, qui avait été mise en liquidation judiciaire et fermée pendant quelques mois,.
En 2011, le groupe cède son activité de cartes à puce, Oberthur Technologies qui représentait 80% de son chiffre d'affaires, au fonds américain Advent international pour un milliard d'euros,.
En 2013, selon Médiapart, il prête 500 000 euros à l'UMP à des conditions avantageuses pour venir en aide au parti de Nicolas Sarkozy, condamné à rembourser le dépassement de ses frais de campagne en 2012,.

### Stade français
Passionné de rugby, Jean-Pierre Savare investit en 2011 plus de 30 millions d'euros dans le Stade Français, alors menacé de faillite, malgré le désaccord de ses filles Marie et Emmanuelle,.

### Vie privée
Jean-Pierre Savare est le père de trois enfants, Thomas Savare, Marie Savare et Emmanuelle Savare.

## Fortune
En 2019, la famille Savare était à la 53e position du classement des plus grandes fortunes de France, établi par l’hebdomadaire économique Challenges,.

## Distinctions
- Officier de la Légion d'honneur[1]